# Journal of Intellectual Property, Information Technology and E-Commerce Law
Das Journal of Intellectual Property, Information Technology and E-Commerce Law (JIPITEC) ist eine 2010 erstmals erschienene juristische Online-Fachzeitschrift. Thematischer Schwerpunkt ist das Europäische Recht im Hinblick auf Geistiges Eigentum, Informationstechnologie und E-Commerce.
JIPITEC wird von den Professoren Thomas Dreier (KIT Karlsruhe), Axel Metzger (Uni Hannover) und Gerald Spindler (Uni Göttingen) herausgegeben, welche durch einen international besetzten Beirat unterstützt werden. Die Zeitschrift ist als Open-Access-Journal kostenlos im Internet verfügbar und ist Teil der Digital-Peer-Publishing-Initiative. Die Beiträge erscheinen überwiegend in englischer, deutscher oder französischer Sprache.
JIPITEC erscheint drei- bis viermal pro Jahr. Der Beitragsauswahl liegt ein Peer-Review-Verfahren zugrunde. Die Zeitschrift wird von der Deutschen Gesellschaft für Recht und Informatik (DGRI) gefördert.